# Florjan Pergjoni
Florjan Pergjoni (Lezhë, 22 giugno 1997) è un calciatore albanese, difensore del Teuta.

## Carriera
Il 5 luglio 2021 viene acquistato a titolo definitivo dalla squadra albanese del Tirana.

## Statistiche

### Presenze e reti nei club
Statistiche aggiornate al 17 maggio 2025.
| Stagione          | Squadra           | Campionato        | Campionato | Campionato | Coppe nazionali | Coppe nazionali | Coppe nazionali | Coppe continentali | Coppe continentali | Coppe continentali | Altre coppe | Altre coppe | Altre coppe | Totale | Totale |
| Stagione          | Squadra           | Comp              | Pres       | Reti       | Comp            | Pres            | Reti            | Comp               | Pres               | Reti               | Comp        | Pres        | Reti        | Pres   | Reti   |
| ----------------- | ----------------- | ----------------- | ---------- | ---------- | --------------- | --------------- | --------------- | ------------------ | ------------------ | ------------------ | ----------- | ----------- | ----------- | ------ | ------ |
| 2016-2017         | Besëlidhja        | KP                | 9          | 0          | CA              | 4               | 0               | -                  | -                  | -                  | -           | -           | -           | 13     | 0      |
| 2017-gen. 2018    | Besëlidhja        | KP                | 7          | 1          | CA              | 2               | 0               | -                  | -                  | -                  | -           | -           | -           | 9      | 1      |
| gen.-giu. 2018    | Burreli           | KP                | 8          | 0          | CA              | 0               | 0               | -                  | -                  | -                  | -           | -           | -           | 8      | 0      |
| 2018-2019         | Besëlidhja        | KP                | 16         | 0          | CA              | 2               | 0               | -                  | -                  | -                  | -           | -           | -           | 18     | 0      |
| 2019-2020         | Besëlidhja        | KP                | 22+1       | 1+0        | CA              | 6               | 0               | -                  | -                  | -                  | -           | -           | -           | 29     | 1      |
| 2020-2021         | Besëlidhja        | KP                | 23         | 4          | CA              | 1               | 0               | -                  | -                  | -                  | -           | -           | -           | 24     | 4      |
| Totale Besëlidhja | Totale Besëlidhja | Totale Besëlidhja | 77+1       | 6+0        |                 | 15              | 0               |                    | -                  | -                  |             | -           | -           | 93     | 6      |
| 2021-2022         | Tirana            | KS                | 23         | 1          | CA              | 4               | 0               | -                  | -                  | -                  | -           | -           | -           | 27     | 1      |
| 2022-2023         | Tirana            | KS                | 32         | 1          | CA              | 7               | 0               | UCL+UECL           | 1+1                | 0                  | SA          | 1           | 0           | 42     | 1      |
| 2023-2024         | Tirana            | KS                | 34         | 2          | CA              | 4               | 0               | UECL               | 4                  | 0                  | -           | -           | -           | 42     | 2      |
| 2024-2025         | Tirana            | KS                | 23+1       | 2+0        | CA              | 1               | 0               | UECL               | 2                  | 0                  | -           | -           | -           | 27     | 2      |
| Totale Tirana     | Totale Tirana     | Totale Tirana     | 112+1      | 6+0        |                 | 16              | 0               |                    | 8                  | 0                  |             | 1           | 0           | 138    | 6      |
| 2025-2026         | Teuta             | KS                | 0          | 0          | CA              | 0               | 0               | -                  | -                  | -                  | -           | -           | -           | 0      | 0      |
| Totale carriera   | Totale carriera   | Totale carriera   | 197+2      | 12+0       |                 | 31              | 0               |                    | 8                  | 0                  |             | 1           | 0           | 239    | 12     |

## Palmarès

### Club

#### Competizioni nazionali
- Campionato albanese: 1

Tirana: 2021-2022